# Allodapula maculithorax
Allodapula maculithorax är en biart som beskrevs av Michener 1971. Allodapula maculithorax ingår i släktet Allodapula och familjen långtungebin. Inga underarter finns listade i Catalogue of Life.